# Guillaume Lebon
Pour les articles homonymes, voir Lebon.
Guillaume Lebon est un acteur français.
Spécialisé dans le doublage, il est notamment la voix française régulière de Peter Sarsgaard, Paul Walker, David Thewlis, Eric Close, Eric McCormack, David Spade et Raphael Sbarge, ainsi qu'une des voix de Sam Rockwell, Mark Pellegrino, Enrico Colantoni et Barry Pepper. Dans l'animation, il est notamment la voix du personnage de L dans l’anime Death Note, de Rémy le rat dans Ratatouille, de Cyril Figgis dans Archer ou encore de Doug dans Là-haut. Il est également la voix de Wheatley dans le jeu vidéo Portal 2.

## Biographie
Guillaume Lebon a effectué ses études à l'Université de Bordeaux, il se destinait à devenir professeur de sport, mais ne trouvant pas de satisfaction dans le fait d'étudier à la fac, il déménage à Paris pour suivre des cours dans une école d'art dramatique, la formation Studio 34 sous la codirection de Claude Mathieu et de Philippe Brigaud. D'abord comédien de théâtre, il sera sur les planches pendant dix ans avant de découvrir le monde du doublage et de décider de s'y consacrer,. Parallèlement, il fonde une compagnie de théâtre, « Les Camerluches », avec d'autres comédiens reconnus dans le doublage (Sébastien Desjours, Laurent Morteau...).

## Théâtre
- 2001 : Le Plus Heureux des trois d'Eugène Labiche, mise en scène Delphine Lequenne, théâtre du Grenier de Bougival puis Festival d'Avignon
- 2003 : Entre-temps, j'ai continué à vivre de Jacques Hadjaje, mise en scène de l'auteur, théâtre de la Tempête ; reprise en 2013 au Lucernaire
- 2004 : Adèle a ses raisons de Jacques Hadjaje, mise en scène de l'auteur, théâtre du Grenier de Bougival puis Lucernaire
- 2009 : Dis-leur que la vérité est belle de Jacques Hadjaje, mise en scène de l'auteur, Lucernaire

## Filmographie
- 1997 : Du côté du Montparnasse : Antoine
- 2000 : To the Extreme : le jeune prof
- 2002 : Juste au-dessus des trains : l'homme

## Doublage
Les dates en italique correspondent aux sorties initiales des films dont Guillaume Lebon a assuré le redoublage.
Sources : RS Doublage, Planète Jeunesse et Doublage Séries Database.

### Cinéma

#### Films
- Peter Sarsgaard dans (14 films) :
  - Garden State (2004) : Mark
  - La Porte des secrets (2005) : Luke
  - Flight Plan (2005) : Gene Carson
  - Jarhead : La Fin de l'innocence (2005) : Troy
  - Year of the Dog (2007) : Newt
  - Détention secrète (2007) : Alan Smith
  - Une éducation (2009) : David Goldman
  - Les Sept Mercenaires (2016) : Bartholomew « Bart » Bogue
  - L'Ombre de Staline (2019) : Walter Duranty
  - Human Capital (2019) : Quint
  - The Guilty (2021) : Henry Fisher (voix)
  - The Lost Daughter (2021) : le professeur Hardy
  - The Batman (2022) : Gil Colson
  - Le Survivant (2022) : Emory Anderson

- Paul Walker dans (12 films) :
  - Fast and Furious (2001) : Brian O'Conner
  - 2 Fast 2 Furious (2003) : Brian O'Conner
  - Antartica, prisonniers du froid (2006) : Jerry Shepard
  - The Lazarus Project (2008) : Ben Garvey
  - Fast and Furious 4 (2009) : Brian O'Conner
  - Takers (2010) : John Rahway
  - Fast and Furious 5 (2011) : Brian O'Conner
  - Hours (2013) : Nolan Hayes
  - Fast and Furious 6 (2013) : Brian O'Conner
  - Brick Mansions (2014) : Damien Collier
  - Fast and Furious 7 (2015) : Brian O'Conner
  - Fast and Furious 10 (2023) : Brian O'Conner (images d'archives)

- David Thewlis dans (9 films) :
  - Cheeky (2003) : Harry Sankey
  - Harry Potter et le Prisonnier d'Azkaban (2004) : Remus Lupin
  - Harry Potter et l'Ordre du phénix (2007) : Remus Lupin
  - Veronika décide de mourir (2009) : Dr Blake
  - Harry Potter et le Prince de sang-mêlé (2009) : Remus Lupin
  - Harry Potter et les Reliques de la Mort, partie 1 (2010) : Remus Lupin
  - Harry Potter et les Reliques de la Mort, partie 2 (2011) : Remus Lupin
  - Hysteria (2014) : Mickey Finn
  - Je veux juste en finir (2020) : le père de Jake

- David Spade dans (7 films) :
  - Joe La Crasse (2001) : Joe La Crasse
  - La Revanche des losers (2006) : Richie Goodman
  - The Ridiculous 6 (2015) : le général Custer
  - The Do-Over (2016) : Charlie
  - Sandy Wexler (2017) : lui-même
  - Father of the Year (2018) : Wayne O'Malley
  - The Wrong Missy (2020) : Tim Morris

- Barry Pepper dans (6 films) :
  - La 25e Heure (2002) : Frank Slaughtery
  - Broken City (2013) : Jack Valliant
  - Le Labyrinthe : La Terre brûlée (2015) : Vince
  - Monster Cars (2016) : le shérif Rick
  - Le Labyrinthe : Le Remède mortel (2018) : Vince
  - Crawl (2019) : Dave Keller

- Sam Rockwell dans (5 films) :
  - L'Assassinat de Jesse James par le lâche Robert Ford (2007) : Charlie Ford
  - Iron Man 2 (2010) : Justin Hammer
  - Cowboys et Envahisseurs (2011) : Doc, le patron du bar
  - Cet été-là (2013) : Owen
  - Mr. Right (2016) : Francis « Mr. Right » Moench

- Ron Livingston dans (4 films) :
  - Mon vrai père et moi (2006) : Richard Clayton
  - Hors du temps (2009) : Gomez
  - Conjuring : Les Dossiers Warren (2013) : Roger Perron
  - The Flash (2023) : Henry Allen

- Mark Duplass dans (4 films) :
  - Freeway et nous (2012) : Bryan Alexander
  - Tammy (2014) : Bobby
  - Lazarus Effect (2015) : Frank
  - Blue Jay (2016) : Jim Henderson

- Jonny Lee Miller dans : 
  - Hackers (1995) : Dade Murphy
  - The Covenant : Mission en Afghanistan (2023) : le colonel Vokes
  - Alice : De l'esclavage à la liberté (2023) : Paul Bennett

- Skeet Ulrich dans :
  - Un bébé sur les bras (2001) : Billy Raedeen
  - Scream (2022) : Billy Loomis
  - Scream 6 (2023) : Billy Loomis

- Oded Fehr dans :
  - Resident Evil: Apocalypse (2004) : Carlos Olivera
  - Resident Evil: Extinction (2007) : Carlos Olivera
  - Resident Evil: Retribution (2012) : Carlos Olivera

- Mark Pellegrino dans :
  - Benjamin Gates et le Trésor des Templiers (2004) : l'agent Johnson
  - Le Nombre 23 (2007) : Kyle Finch
  - Mensonges et Faux Semblants (2013) : l'inspecteur Welch

- Clark Gregg dans :
  - En bonne compagnie (2004) : Mark Steckle
  - G20 (2025) : le vice-président Harold Mosely
  - La Guerre des mondes (2025) : Donald Briggs

- Matthew Macfadyen dans : 
  - Orgueil et Préjugés (2005) : M. Darcy
  - Anna Karénine (2012) : Oblonsky, le frère d'Anna
  - The Current War : Les Pionniers de l'électricité (2017[7]) : J. P. Morgan

- Bob Hope dans :
  - En route vers Rio (1947) : Hot Lips Barton
  - En route vers Bali (1952) : Harold Gridley

- Topher Grace dans : 
  - Rendez-vous avec une star (2004) : Pete Monash
  - Breakthrough (2019) : le pasteur Jason Noble

- Chris Diamantopoulos dans :
  - Mariage Express (2006) : William
  - Ils étaient un seul homme (2023) : Royal Brougham (en)

- Colin Firth dans :
  - A Single Man (2009) : George
  - St. Trinian's 2 : The Legend of Fritton's Gold (2009) : Geoffrey Thwaites

- Jonathan Sadowski dans : 
  - Vendredi 13 (2009) : Wade
  - Chroniques de Tchernobyl (2012) : Paul

- Alan Ruck dans :
  - Mesures exceptionnelles (2010) : Pete Stuphen
  - Death Business (2023) : Mike Allred

- Hank Azaria dans :
  - Les Schtroumpfs (2011) : Gargamel
  - Les Schtroumpfs 2 (2013) : Gargamel

- Jason O'Mara dans : 
  - Recherche Bad Boys désespérément (2012) : Joe Morelli
  - Hypnotique (2021) : Dr Collin Meade

- Christian McKay dans :
  - Rush (2013) : Alexander Hesketh
  - Florence Foster Jenkins (2016) : Earl Wilson

- Bill Burr dans :
  - Blackout total (2014) : l'officier Walter
  - Old Dads (2023) : Jack

- Wojciech Mecwaldowski dans : 
  - Nobody Sleeps in the Woods Tonight: Partie 1 (2020) : Oliwier
  - Nobody Sleeps in the Woods Tonight: Partie 2 (2021) : Oliwier

- Ken Marino dans :
  - La Nuit où on a sauvé maman (2020) : Ron
  - Noël à Candy Cane Lane (2023) : Bruce

- Tim Key dans :
  - Love Wedding Repeat (2020) : Sidney
  - Mickey 17 (2025) : l'homme pigeon

- Jimmy Fallon dans :
  - Marry Me (2022) : Jimmy Fallon
  - Jack Whitehall : Mission Noël (en) (2024) : Jimmy Fallon

- Lars Ranthe dans :
  - Maybe Baby (da) (2023) : Andreas Sonne
  - Maybe Baby 2 (sv) (2024) : Andreas Sonne

- Michael Angarano dans :
  - Oppenheimer (2023) : Robert Serber
  - Horizon : Une saga américaine, chapitre 1 (2024) : Walter Childs

- 1999 : Judas Kiss : Junior Armstrong (Simon Baker)
- 2000 : Road Trip : Rubin (Paulo Costanzo)
- 2001 : Snow, Sex and Sun : Barry (Todd Richards)
- 2001 : L'Affaire du collier : Camille Desmoulins (Stephen Noonan)
- 2002 : American Party : Richard Bagg (Daniel Cosgrove)
- 2002 : Abîmes : Lieutenant Stephen Coors (Scott Foley)
- 2004 : Scooby-Doo 2 : les monstres se déchaînent : Patrick (Seth Green)
- 2004 : Cellular : Ryan (Chris Evans)
- 2004 : Cabin Fever : Jeff (Joey Kern)
- 2004 : La Plus Belle Victoire : Dieter Prohl (Nikolaj Coster-Waldau)
- 2004 : Nous étions libres : Julian Elsworth (Gabriel Hogan)
- 2004 : Ray : Quincy Jones (Larenz Tate)
- 2004 : Un mariage de princesse : Andrew Jacoby (Callum Blue)
- 2005 : Hooligans : Steve Dunham (Marc Warren)
- 2005 : Serial noceurs : Sack Lodge (Bradley Cooper)
- 2005 : The Constant Gardener : Arthur Hammond (Richard McCabe)
- 2005 : Baby-Sittor : Howard Plummer (Tate Donovan)
- 2005 : Rent : Mark Cohen (Anthony Rapp)
- 2005 : Miss FBI : Divinement armée : l'impersonnalisateur de Dolly (Todd Sherry)
- 2006 : Ultraviolet : Garth (William Fichtner)
- 2006 : Inside Man : L'Homme de l'intérieur : Sergent Collins (Victor Colicchio)
- 2006 : Fast Food Nation : Pete (Ethan Hawke)
- 2006 : Tenacious D in The Pick of Destiny : Mic Host (Paul F. Tompkins)
- 2006 : À la recherche du bonheur : Jay Twisle (Brian Howe)
- 2006 : Hollywoodland : Russ Taylor (Brad William Henke)
- 2006 : Playboy à saisir : Gun Salesman (Rob Corddry)
- 2006 : Little Man : Richard (Fred Stoller)
- 2007 : Un cœur invaincu : Daniel Pearl (Dan Futterman)
- 2007 : Joyeuses Funérailles : Justin (Ewen Bremner)
- 2007 : Transformers : le policier (Rick Gomez)
- 2007 : Cours toujours Dennis : Dennis Doyle (Simon Pegg)
- 2007 : Le Goût du sang : Rafe (Bryan Dick)
- 2008 : Les Copains des neiges : le shérif-adjoint Dan (Michael Teigen)
- 2008 : Braquage à l'anglaise : Dave Shilling (Daniel Mays)
- 2008 : Beethoven : Une star est née ! : Eddie (Jonathan Silverman)
- 2008 : Benjamin Gates et le Livre des secrets : Connor Hamilton (Ty Burrell)
- 2009 : Vic le Viking : Tjure (Nic Romm)
- 2009 : Transformers 2 : La Revanche : le professeur Colan (Rainn Wilson)
- 2009 : Avatar : le médecin de cryogénisation (Jason Whyte) et un technicien d'Avatar de la salle ambiante (Woody Schultz)
- 2009 : Millénium 2 : La Fille qui rêvait d'un bidon d'essence et d'une allumette : Niklas Eriksson (Daniel Gustavsson)
- 2009 : Les Copains dans l'espace : Dr Finkel (Kevin Weisman)
- 2010 : Biutiful : Zanc (Rubén Ochandiano)
- 2011 : This Must Be the Place : Ernie Ray (Shea Whigham)
- 2011 : Fright Night : Peter Vincent (David Tennant)
- 2011 : Contagion : Dave (Larry Clarke)
- 2011 : Les Aventures de Tintin : Le Secret de La Licorne : Dupond (Nick Frost)
- 2012 : Le Territoire des loups : Luke Lewenden (James Badge Dale)
- 2012 : Le Hobbit : Un voyage inattendu : William le Troll (Peter Hambleton)
- 2012 : 21 Jump Street : le principal Dadier (Jake Johnson)
- 2013 : Mariage à l'anglaise : Dan (Stephen Merchant)
- 2013 : Bad Words : l'annonceur des mots de la « Plume d'Or » (Steve Witting)
- 2014 : Paddington : le chauffeur de Taxi (Matt Lucas)
- 2014 : American Sniper : Agent Snead (Eric Close)
- 2014 : Duels : Ronnie (Alan Simpson)
- 2015 : Pixels : le présentateur du championnat de jeu d'arcade en 1982 (Dan Aykroyd)
- 2015 : Enfant 44 : Andrej / Vlad (Paddy Considine)
- 2015 : Gridlocked : Maddox (Richard Gunn)
- 2015 : Legend : Jack McVitie (Sam Spruell)
- 2015 : Hacker : Keith Yan (Adrian Pang (en))
- 2016 : Absolutely Fabulous, le film : Joel (Mark Gatiss)
- 2016 : The Belko Experiment : ? (?)
- 2016 : Joyeux Bordel ! : Tim (Andrew Leeds)
- 2017 : Transformers: The Last Knight : l'avocat (Andy Bean)
- 2017 : Hitman and Bodyguard : Garrett (Sam Hazeldine)
- 2017 : La Tour sombre : Lon (Nicholas Pauling)
- 2017 : Sur les traces du passé : Lew (Tambet Tuisk)
- 2017 : Le Grand Jeu : Harrison Wellstone (J. C. MacKenzie)
- 2017 : Killing Gunther : Blake (Taran Killam (en))
- 2018 : Horse Soldiers : Brian (Taylor Sheridan)
- 2018 : Un raccourci dans le temps : voix additionnelles
- 2018 : Super Troopers 2 : Robert « Rabbit » Roto (Erik Stolhanske)
- 2018 : The Guilty : Asger Holm (Jakob Cedergren)
- 2018 : Le Retour de Mary Poppins : Hamilton Gooding / le blaireau (Jeremy Swift)
- 2018 : Seconde Chance : Arthur (Dan Bucatinsky)
- 2018 : Driven : Roy (Iddo Goldberg)
- 2018 : Curtiz : Johnson (Declan Hannigan)
- 2018 : Pierre Lapin : voix additionnelles
- 2018 : Kill Ben Lyk : Ben Lyk banquier (Bruce Mackinnon)
- 2019 : Entre deux fougères, le film : Zach Galifianakis (Zach Galifianakis)
- 2019 : Retour à Budapest : Paul (Ronald Zehrfeld)
- 2020 : The Prom : Frank DiLella[n 1] (Frank DiLella)
- 2020 : Le Blues de Ma Rainey : Irvin (Jeremy Shamos)
- 2020 : Wonder Woman 1984 : le nouveau corps de Steve Trevor (Kristoffer Polaha)
- 2021 : Pierre Lapin 2 : Panique en ville : Petit-Jean-des-villes / Éric le coq [Qui ?] (voix)
- 2021 : Qui es-tu, Charlie Brown ? : voix additionnelles (film documentaire)
- 2021 : Que souffle la romance : ? (?)
- 2021 : The French Dispatch : le conseiller juridique (Griffin Dunne)
- 2021 : Super Speed : le président (Lung OuYang)
- 2022 : Tic et Tac, les rangers du risque : Tic (John Mulaney) (voix)
- 2022 : Everything Everywhere All at Once : Waymond Wang (Ke Huy Quan)
- 2022 : Spirited : L'Esprit de Noël : ? (?)
- 2022 : Le Faussaire (de) : M. Kaufmann (Marc Limpach (de))
- 2022 : I'm Your Man : Tom (Dan Stevens)
- 2023 : Teen Wolf: Le Film : Peter Hale (Ian Bohen)
- 2023 : Fenómenas : Enrique (Ivan Massagué)
- 2023 : Gran Turismo : ? (?)
- 2023 : 10 jours du côté du bien (tr) : Macit (Baris Falay)
- 2023 : Quasi : le pape Cornelius / Lucien (Paul Soter)
- 2023 : Marchands de douleur : Dr Elliot Hartigan (David Kronawitter)
- 2023 : Un homme d'action : Patrick (Fred Tatien)
- 2023 : Fiction à l'américaine : Arthur (John Ortiz)
- 2024 : Zéro pression : le premier beau-frère [Qui ?]
- 2024 : L'Amour au pied du mur (es) : Óscar (Miguel Ángel Muñoz)
- 2024 : Blue et Compagnie : ? (?)
- 2024 : Beetlejuice Beetlejuice : Ricardo (Santiago Cabrera)
- 2024 : L'Amour au présent : Simon Maxson (Adam James (en))
- 2024 : Humanité : Bob (Enrico Colantoni)
- 2024 : To the Moon : ? (?)
- 2025 : Bullet Train Explosion : Chiba [Qui ?]
- 2025 : Thunderbolts* : ? (?)

#### Films d'animation
- 1955[8] : La Belle et le Clochard : le Clochard
- 1994 : Richard au pays des livres magiques : Horreur / Dragon
- 1994 : Le Cygne et la Princesse : le prince Arthur
- 1996 : Aladdin et le Roi des voleurs : Aladdin
- 1997 : Le Cygne et la Princesse 2 : le prince Arthur
- 1998 : La Mouette et le Chat : Zorba
- 1998 : Le Cygne et la Princesse 3 : le prince Arthur
- 1999 : Les Secrets merveilleux du Père Noël[9] : Wisk
- 2001 : La Belle et le Clochard 2 : le Clochard
- 2003 : Sinbad : La Légende des sept mers : voix additionnelles
- 2003 : Frère des ours : voix additionnelles
- 2004 : Barbie : Cœur de princesse : le conseiller de la Cour
- 2005 : Tom et Jerry : La Course de l'année : Steed
- 2006 : The Wild : Colin
- 2006 : Rox et Rouky 2 : Lyle
- 2007 : Ratatouille : Rémy
- 2007 : Barbie : Magie de l'arc-en-ciel : Faben
- 2007 : Tom et Jerry casse-noisettes : Lacquais
- 2008 : Volt, star malgré lui : Louis
- 2008 : Barbie : Mariposa : le prince Carlos
- 2008 : Madagascar 2 : voix additionnelles
- 2008 : Niko, le petit renne : Binocle
- 2009 : Là-haut : Dug
- 2010 : Yogi l'ours : Ranger Smith
- 2010 : Alpha et Oméga : Shakey
- 2010 : Animaux et Cie : Toby le kangourou
- 2011 : Gnoméo et Juliette : Flamingo
- 2011 : Rio : Mauro
- 2012 : Hôtel Transylvanie : Wayne[n 2]
- 2012 : Tad l'explorateur : À la recherche de la cité perdue : la Momie
- 2012 : Sammy 2 : Klakson
- 2012 : Les Pirates ! Bons à rien, mauvais en tout : voix additionnelles
- 2013 : Epic : La Bataille du royaume secret : Mub
- 2013 : Le vent se lève : Honjo
- 2013 : Les Schtroumpfs et la Légende du cavalier sans tête : Gargamel
- 2015 : Le Voyage d'Arlo : Coup de tonnerre
- 2015 : Hôtel Transylvanie 2 : Wayne[n 2]
- 2016 : Le Monde de Dory :  Rudder
- 2017 : La Passion Van Gogh : le lieutenant Paul-Eugène Milliet
- 2017 : Lego Ninjago, le film : le journaliste TV
- 2017 : Tad et le Secret du roi Midas : la Momie
- 2018 : Cro Man : Mésange vocale
- 2018 : Hôtel Transylvanie 3 : Des vacances monstrueuses : Wayne[n 2]
- 2018 : Destination Pékin ! : Pierre[10]
- 2019 : Terra Willy, planète inconnue : Papa
- 2019 : Toy Story 4 : le père de Bonnie
- 2020 : En avant : Gaxton, l'ami d'enfance de Wilden[11]
- 2020 : La Famille Willoughby : le Père Willoughby[12]
- 2020 : Le Peuple Loup : Stringy
- 2020 : Soul : Conseiller Michel B
- 2020 : Joyeux Halloween, Scooby-Doo! : Dr Crane
- 2021 : 22 Contre la Terre : Conseiller Michel B (court métrage)
- 2021 : Tout droit sortie de nulle part : Scooby-Doo rencontre Courage le chien froussard : Courage et le narrateur
- 2021 : Lego Star Wars : Histoires terrifiantes : Vaneé
- 2021 : Ron débloque : Andrew[13]
- 2021 : Charlotte : Albert Salomon
- 2022 : Hôtel Transylvanie : Changements monstres : Wayne[n 2]
- 2022 : Marmaduke : Phil Winslow
- 2022 : Tad l'explorateur et la table d'émeraude : la Momie
- 2022 : Les Monstres du foot : Rob Stone
- 2022 : Samouraï Academy : Ika Chu[14]
- 2022 : Le Roi Titi : Harold
- 2023 : Super Mario Bros. le film : voix additionnelles
- 2023 : Le Rendez-vous galant de Carl : Doug (court métrage)
- 2023 : Élémentaire : Noé
- 2023 : Nimona : Ambrosius
- 2023 : Les As de la jungle 2 : Opération tour du monde : le grand prêtre et l'orateur (création de voix)
- 2023 : Leo : Pamplemousse le lapin
- 2023 : Maboroshi : Mamoru Sagami
- 2023 : Taz : La quête du Burger : Ned et Bill
- 2025 : KPop Demon Hunters : le docteur Han[15]

### Télévision

#### Téléfilms
- Eric Close dans :
  - La Vérité en face (1995) : Chris Gallagher
  - La Bonne Étoile (2001) : Mark McCune
  - Le Crash du vol 323 (2004) : Tom Price
  - Péchés de jeunesse (2010) : Jack Powell
  - La Femme de trop (2010) : Ben Beck
  - Organiser le Noël parfait (2017) : Robert Trent
  - Fais un vœu pour Noël (2019) : Anthony, l'ange gardien

- Paul McGillion dans :
  - Loin du cœur (2008) : Ben
  - Au bénéfice du doute (2010) : Mike Carlake
  - L'Ange de Noël (2011) : Scott Walker
  - Loin des yeux, loin du cœur (2014) : Graham Westlake
  - Mon ange de glace (2015) : Frank Shaw
  - Le Destin au bout du fil (2016) : Larry Meyers
  - Darrow & Darrow : L'affaire de la chanteuse amoureuse (2018) : le coach Reed

- Eric McCormack dans :
  - Audrey Hepburn, une vie (2000) : Mel Ferrer
  - L'Homme aux mille visages (2010) : Clark Rockefeller
  - Un tueur au visage d'ange (2013) : l'inspecteur Sullivan
  - Un Noël paradisiaque (2016) : Max Wingford

- Ethan Erickson dans :
  - Pour les yeux de Taylor (2011) : Eddie Avedon
  - J'ai épousé une star (2012) : Matt Swift
  - Noël au bout des doigts (2013) : Dan Ryebeck

- Patrick Dempsey dans :
  - Au cœur du scandale (1996) : Harrison Burns
  - Vingt mille lieues sous les mers (1997) : Pierre Arronax
  - Crime et Châtiment (1998) : Rodya Raskolnikov

- David Lewis dans :
  - La Onzième Victime (2012) : Matt Leonard
  - Joyeux Noël Grumpy Cat ! (2014) : Marcus Crabtree
  - La Vie rêvée de Gwen (2017) : Bruce

- Tyler Hynes (en) dans :
  - Coup de foudre et gourmandises (2018) : Zac Malone
  - En route vers le mariage : Le Retour de mon ex (2019) : Brad Buckley
  - Un hiver romantique (2020) : Owen

- Ari Cohen (en) dans :
  - Cyclone, catégorie 6 : Le Choc des tempêtes (2004) : Dan London
  - Dans la vie d'une autre (2006) : Steve Morgan

- Mark Humphrey (en) dans :
  - De l'amour au mensonge (2005) : Phillip Lauder
  - Mémoire du passé (2007) : Ash Summer

- Kristoffer Polaha dans :
  - Les Enfants de Noël (2016) : Matt Crawford
  - Un Noël à Springdale (2018) : Emmett Turner

- Paul Greene (en) dans :
  - Un baiser au coin du feu (2017) : Steve Reynolds
  - Un Noël retrouvé (2017) : Jack Avery

- Jason McKinnon dans :
  - Un Sapin de Noël, deux amoureux (2020) : Neil
  - La Fabuleuse parade de Noël (2021) : Marcus

- 1996 : Nom de code, Wolverine : Marco (Francesco Siciliano)
- 1999 : Silence coupable : Michael (Philip Lester)
- 1999 : Le Prix d'un cœur brisé : Mike (Robert C. Treveiler)
- 2000 : Un intrus dans la famille : Rebel Clark (Sebastian Roché)
- 2001 : Une passion pour la vie : Damian (K. C. Collins (en))
- 2002 : Une famille déchirée : Patrick Mulvaney (Jacob Pitts)
- 2002 : Le Roman d'un condamné : Kendall Henderson (Christian Paul)
- 2003 : Crazylove : Michael (Bruno Campos)
- 2003 : Un papa tombé du ciel : Franky (Rainer Frank)
- 2003 : Pancho Villa : John Reed (Matt Day (en))
- 2004 : Qui veut m'épouser ? : Todd Doherty (Bradley Cooper)
- 2004 : Le Triomphe de Jace : Tom Newfield (Brian Wimmer)
- 2004 : Secousses sous les tropiques : Frank Martell (Justin Melvey (en))
- 2005 : Fausses Disparitions : Vince / Roger (Victor Browne)
- 2006 : Mariage contrarié : Mark Lucas (Ken Marino)
- 2007 : L'Amour à l'horizon : Larry (David Shatraw)
- 2007 : Termination Point : Dr Daniel Winter  (Lou Diamond Phillips)
- 2008 : Une leçon de vie : Brad Cohen (James Wolk)
- 2008 : Un Noël recomposé : Tom Baer-Noll (Steven Eckholdt (en))
- 2008 : Contamination : La Menace venue d'ailleurs : Knutt Jourgensen (Jesse Todd)
- 2008 : Confessions d'une star : Sam, le manager (Justin Louis)
- 2008 : L'Obsession d'une mère : Michael (Martin Thibaudeau)
- 2008 : Bons baisers de Grèce : Janis (Manuel Cortez)
- 2009 : Impact : Opération chaos : Roland Emerson (Benjamin Sadler)
- 2009 : Amour rime avec toujours : Gabe Sanchez (David Lascher)
- 2010 : Quand l'amour ne suffit plus : L'Histoire de Lois Wilson : Bill (Barry Pepper)
- 2010 : Une famille sous l'avalanche : Reed (Lane Edwards)
- 2010 : Triassic Attack (en) : Wyatt (Gabriel Womack)
- 2010 : Vacances en famille : Jack Vickery (Jonathan Silverman)
- 2011 : Un prince pas très charmant : Christopher (Brian McGovern)
- 2012 : Catastrophe en plein ciel : Jake Ross (David Chokachi)
- 2012 : Coup de foudre à 3 temps : Jack (Andrew McCarthy)
- 2013 : Maternité à risque : Mitch Bennet (David Julian Hirsh)
- 2013 : Sacrifice : Radim Bureš (Jan Budař (cs))
- 2013 : Si Noël m'était conté : Paul Martinson (Matt Baram)
- 2014 : Rendez-moi mon bébé : le chef du personnel (Raphael Sbarge)
- 2014 : The Normal Heart : ? ( ? )
- 2015 : The Leisure Class (en) : Dean / Leonard (Tom Bell (en))
- 2016 : Un été secret : Jake Kenman (Derek Theler)
- 2017 : 30 jours pour se marier : Will Peters (Woody Jeffreys)
- 2018 : Psych: The Movie : Shawn Spencer (James Roday)
- 2018 : Diffamation : Georg Bär (Johann von Bülow)
- 2019 : Ma mère est folle : Evan (Salvatore Antonio (en))
- 2019 : Une famille déchirée par les secrets : Michael Hillman (Ash Catherwood)
- 2019 : Tout l'amour d'un père : Connor Johnson (Barry Watson)
- 2021 : Gage d'amour pour toujours : Jamie Coleman (Dillon Casey)
- 2021 : Compromissions : Benno Frick (Christoph Letkowski)
- 2021 : Un amour de boulanger : Walter Rasmussen (Haig Sutherland)
- 2022 : Le Refuge du dernier président : le chef d'intervention Schmerzke (Ulrich Faßnacht (de))
- 2024 : Le Silence des ânes (de) : ? ( ? )

#### Séries télévisées
- Raphael Sbarge dans (24 séries) :
  - Sept à la maison (1996) : Steven (saison 1, épisode 4)
  - Numb3rs (2005) : Malcolm Galway (saison 2, épisode 4)
  - Prison Break (2008-2009) : Ralph Becker (6 épisodes)
  - Lie to Me (2010) : Richard Prosser (saison 2, épisode 12)
  - The Defenders (2010) : Walter (saison 1, épisode 2)
  - La Vie secrète d'une ado ordinaire (2010-2011) : Dave (saison 3, épisodes 11 et 18)
  - Criminal Minds: Suspect Behavior (2011) : Davis Scofield (saison 1, épisode 1)
  - Super Hero Family (2011) : l'inspecteur O'Bannon (saison 1, épisode 19)
  - Once Upon a Time (2011-2018) : Archibald « Archie » Hopper / Jiminy Cricket (46 épisodes)
  - Esprits criminels (2012) : Carl Finster (saison 8, épisode 9)
  - Castle (2013) : Dr Darrell Meeks (saison 5, épisode 20)
  - Stalker (2015) : Drew Summers (saison 1, épisode 12)
  - Hawaii 5-0 (2015) : Sam Alexander (saison 5, épisode 18)
  - iZombie (2015) : Richard « Rick » DePalma (saison 2, épisode 4)
  - NCIS : Los Angeles (2016) : Leo Chadmont (saison 7, épisode 12)
  - Better Call Saul (2016) : M. McGill (saison 2, épisode 7)
  - Bates Motel (2017) : George Lowery (saison 5, épisode 5)
  - Wisdom : Tous contre le crime (2017) : Isaac Wallace (épisode 8)
  - Blue Bloods (2018) : Mickey Rodansky (saison 8, épisode 14)
  - NCIS : Nouvelle-Orléans (2019) : Jeff Grassley (saison 5, épisode 13)
  - 1883 (2022) : Major Hemphill (saison 1, épisode 10) (mini-série)
  - The Resident (2022) : le gouverneur adjoint Beaumont (saison 5, épisodes 13 et 14)
  - The Rookie : Le Flic de Los Angeles (2022) : Jonah Russell (saison 4, épisode 17)
  - Dahmer - Monstre : L'Histoire de Jeffrey Dahmer (2022) : le maire John Norquist (saison 1, épisode 7)

- David Eigenberg dans (10 séries) :
  - Sex and the City (1999-2004) : Steve Brady (41 épisodes)
  - Les 4400 (2004) : Carl Morrissey (saison 1, épisode 2)
  - Everwood (2004) : Chris Templeman (saison 3, épisode 6)
  - Les Experts (2006) : Gavin McGill (saison 7, épisode 3)
  - Monk (2007) : Tim Hayden (saison 5, épisode 11)
  - Esprits criminels (2010) : l'agent Russell Goldman (saison 5, épisode 14)
  - Justified (2010) : Arnold Pinter (saison 1, épisodes 3 et 9)
  - Private Practice (2011) : Franck (saison 4, épisode 16)
  - Castle (2011) : Peter Connelly (saison 3, épisode 18)
  - And Just Like That... (depuis 2021) : Steve Brady

- Jonathan Silverman dans (9 séries) : 
  - Friends (1995) : Dr Franzblau (saison 1, épisode 23)
  - In Case of Emergency (2007) : Harry Kennison
  - Numb3rs (2008) : Kurt Young (saison 5, épisode 3)
  - FBI : Duo très spécial (2011) : Gerald Jameson (saison 3, épisode 5)
  - Monday Mornings (2013) : Dr John Lieberman
  - New York, unité spéciale (2014) : Josh Galloway (saison 15, épisode 15)
  - Castle (2016) : Alan Masters (saison 8, épisode 19)
  - Scandal (2018) : Robert Bacall (saison 7, épisode 11)
  - Salvation (2018) : Roland Cavanaugh (4 épisodes)

- Eric McCormack dans (9 séries) :
  - Au-delà du réel : L'aventure continue (1997) : John Virgil (saison 3, épisode 9)
  - Will et Grace (1998-2006) : Will Truman (en) (saisons 1 à 8)
  - Dead Like Me (2004) : Ray Summers (3 épisodes)
  - Monk (2008) : James Novak (saison 7, épisode 7)
  - La Menace Andromède (2008) : Jack Nash (mini-série)
  - New York, unité spéciale (2009) : Vance Shepard (saison 11, épisode 2)
  - Perception (2012-2015) : Dr Daniel Pierce (39 épisodes)
  - Les Mystères de Laura (2015) : Dr Andrew Devlin (saison 1, épisode 16)
  - Les Voyageurs du temps (2016-2018) : Grant MacLaren (34 épisodes)

- Eric Close dans (8 séries) :
  - Dark Skies : L'Impossible Vérité (1996-1997) : John Loengar (19 épisodes)
  - Un agent très secret (1999-2000) : Michael Wiseman (22 épisodes)
  - FBI : Portés disparus (2002-2009) : Martin Fitzgerald (160 épisodes)
  - Esprits criminels (2010) : l'inspecteur Matt Spicer (saison 5, épisode 23)
  - American Horror Story (2011) : Hugo Langdon (saison 1, épisodes 3 et 8)
  - Chaos (2011) : Michael Dorset (13 épisodes)
  - Suits : Avocats sur mesure (2011-2015) : Travis Tanner (6 épisodes)
  - New York, unité spéciale (2012) : Colin Barnes (saison 13, épisode 20)

- Bruno Campos dans (8 séries) :
  - Jesse (1998-2000) : Diego Vasquez (42 épisodes)
  - Nip/Tuck (2004-2005) : Dr Quentin Costa (16 épisodes)
  - Cold Case : Affaires classées (2006) : Ramon Delgado (saison 4, épisode 9)
  - Numb3rs (2009) : Randall Nespola (saison 5, épisode 14)
  - Castle (2009) : Calvin Creason (saison 1, épisode 4)
  - Ghost Whisperer (2010) : Vernon Dokes (saison 5, épisode 13)
  - Private Practice (2010) : Dr Scott Barker (saison 3, épisode 15)
  - The Closer : L.A. enquêtes prioritaires (2010) : Dr Luis Navarro (saison 6, épisode 5)

- Scott Cohen dans (8 séries) : 
  - Gilmore Girls (2000-2003) : Max Medina (13 épisodes)
  - Cashmere Mafia (2008) : Nicholas Branch (épisode 5)
  - New York, section criminelle (2009) : Neil Hayes-Fitzgerald (saison 8, épisode 1)
  - Castle (2010) : le lieutenant Stan Holliwell (saison 2, épisode 21)
  - Unforgettable (2011) : Dr Sam Barlow (saison 1, épisode 11)
  - Pan Am (2011-2012) : Everett Henson (3 épisodes)
  - The Americans (2018) : Glenn Haskard (6 épisodes)
  - The Fix (2019) : Ezra Wolf (10 épisodes)

- Ian Bohen dans (8 séries) :
  - Teen Wolf (2011-2017) : Peter Hale (42 épisodes)
  - Mentalist (2012) : Richard Eldridge (saison 4, épisode 15)
  - Breakout Kings (2012) : Peter Gillies (7 épisodes)
  - Major Crimes (2012) : Daniel Dunn (4 épisodes)
  - The Client List (2013) : Adam (saison 2, épisode 12)
  - Beauty and the Beast (2014) : Pete Franco (saison 2, épisode 10)
  - Yellowstone (2018-2024) : Ryan
  - Wolf Pack (2023) : la voix anonyme au téléphone

- Enrico Colantoni dans (7 séries) :
  - Missing : Disparus sans laisser de trace (2003) : Charles Denton (saison 1, épisode 13)
  - Flashpoint (2008-2012) : le sergent Gregory Parker (75 épisodes)
  - Person of Interest (2011-2016) : Carl Elias (23 épisodes)
  - Cracked (2013) : Mike De Soto (saison 1, épisode 2)
  - Remedy (2014-2015) : Allen Conner (20 épisodes)
  - Ransom (2017) : Joe Morris (saison 1, épisode 4)
  - Bad Blood (2017) : Bruno Bonsignori (6 épisodes)

- Hamish Linklater dans (7 séries) :
  - Old Christine (2006-2010) : Matthew Kimble (88 épisodes)
  - The Big C (2012) : Dave Cooper (4 épisodes)
  - New York, unité spéciale (2012) : David Morris (saison 14, épisode 5)
  - The Good Wife (2012-2013) : David LaGuardia (saison 4, épisodes 10 et 14)
  - The Crazy Ones (2013-2014) : Andrew Keanelly (22 épisodes)
  - Gaslit (2022) : Jeb Magruder (en) (mini-série)
  - Manhunt (en) (2024) : Abraham Lincoln (mini-série)

- Paul McGillion dans (6 séries) :
  - Stargate Atlantis (2004-2009) : Dr Carson Beckett (62 épisodes)
  - V (2010) : Dr Lawrence Parker (saison 1, épisode 11)
  - Against the Wall (2011) : Sam Burns (saison 1, épisode 10)
  - Supernatural (2015) : Peter Harper (saison 10, épisode 11)
  - The Whispers (2015) : Paul Wheeler (saison 1, épisode 4)
  - Flash (2018-2019) : Earl Cox (3 épisodes)

- Chris Diamantopoulos dans (5 séries) :
  - Starter Wife (2007-2008) : Rodney (6 épisodes)
  - Good Girls Revolt (2015-2016) : Evan Phinnaeus « Finn » Woodhouse (10 épisodes)
  - Les Jeunes Aventuriers (en) (2018) : Patrick McKenna / Terry McKenna (6 épisodes)
  - The Twilight Zone : La Quatrième Dimension (2019) : Joe Beaumont (saison 1, épisode 2)
  - The Sticky (2024) : Mike Byrne

- Kristoffer Polaha dans (5 séries) :
  - Life Unexpected (2010-2011) : Nate « Baze » Bazile (26 épisodes)
  - Ringer (2011-2012) : Henry Butler (22 épisodes)
  - Backstrom (2015) : Peter Niedermayer (13 épisodes)
  - Hawaii 5-0 (2015) : Hank Weber (saison 6, épisode 8)
  - Condor (2018-2020) : Sam Barber (8 épisodes)

- Peter Sarsgaard dans (5 séries) :
  - The Slap (2015) : Hector (8 épisodes)
  - Wormwood (2017) : Frank Olsen (mini-série)
  - Interrogation (en) (2020) : l'inspecteur David Russell (10 épisodes)
  - Dopesick (2021) : Rick Mountcastle (mini-série)
  - Présumé innocent (2024) : Tommy Molto (mini-série)

- David Spade dans (4 séries) :
  - Voilà ! (1997-2003) : Dennis Finch (149 épisodes)
  - Touche pas à mes filles (2004-2005) : C. J. Barnes (39 épisodes)
  - Leçons sur le mariage (2007-2013) : Russell Dunbar (100 épisodes)
  - Lady Dynamite (2017) : lui-même (saison 2, épisode 7)

- Andrew McCarthy dans (4 séries) :
  - La Treizième Dimension (2003) : Will Marshall (épisode 22)
  - FBI : Duo très spécial (2011) : Vincent Adler (saison 2, épisodes 11 et 16)
  - Good Girls (2020-2021) : M. Fitzpatrick (7 épisodes)
  - The Resident (2022-2023) : Dr Ian Sullivan (26 épisodes)

- Jesse Spencer dans (4 séries) :
  - Dr House (2004-2012) : Dr Robert Chase (171 épisodes)
  - Chicago Fire (depuis 2012) : le lieutenant Matthew Casey (204 épisodes - en cours)
  - Chicago PD (2014-2019) : le lieutenant Matthew Casey (7 épisodes)
  - Chicago Med (2017-2019) : le lieutenant Matthew Casey (4 épisodes)

- Jason O'Mara dans (4 séries) :
  - Life on Mars (2008-2009) : l'inspecteur Sam Tyler (18 épisodes)
  - Vegas (2012-2013) : Jack Lamb (21 épisodes)
  - The Good Wife (2013-2014) : Damian Boyle (4 épisodes)
  - Marvel : Les Agents du SHIELD (2016-2017) : Jeffrey Mace (14 épisodes)

- Shawn Hatosy dans (4 séries) :
  - Southland (2009-2013) : l'inspecteur Sammy Bryant (43 épisodes)
  - Esprits criminels (2011) : Jimmy Hall (saison 7, épisode 10)
  - New York, unité spéciale (2012) : Kevin Fahey (saison 6, épisode 16)
  - Reckless : La Loi de Charleston (2014) : Terry McCandless (13 épisodes)

- Thomas Sadoski dans :
  - The Newsroom (2012-2014) : Don Keefer (25 épisodes)
  - Life in Pieces (2015-2019) : Matt Short (79 épisodes)
  - The Crowded Room (2023) : Matty Dunn (mini-série)
  - American Sports Story (2024) : Brian Murphy

- D. W. Moffett dans :
  - Nés à Chicago (en) (1997) : Mike Kulchak (13 épisodes)
  - Pour le meilleur... ? (1998-2002) : Dean Winston (85 épisodes)
  - Esprits criminels (2013) : Dr James Blake (saison 8, épisode 22)

- David Lascher dans :
  - Les jumelles s'en mêlent (1998-1999) : Matt Burke (5 épisodes)
  - Sabrina, l'apprentie sorcière (1999-2002) : Josh Blackhart (48 épisodes)
  - Roman noir (2006) : Tyler Dell (épisode 10)

- Ken Marino dans :
  - The Practice : Donnell et Associés (1999) : Kevin Michaels (saison 3, épisode 16)
  - High Potential (2025) : Charles Lavoie (saison 1, épisode 10)
  - La Résidence (2025) : Harry Hollinger (mini-série)

- James Roday dans :
  - Psych : Enquêteur malgré lui (2006-2014) : Shawn Spencer (120 épisodes)
  - Fear Itself (2008) : Carlos the Groom (saison 1, épisode 4)
  - A Million Little Things (2018-2023) : Gary Mendez (87 épisodes)

- Victor Browne dans :
  - Premiers secours (1999) : Michael Bell (8 épisodes)
  - Tremors (2003) : Tyler Reed (13 épisodes)

- Richard Gunn (en) dans :
  - Dark Angel (2000-2002) : Calvin « Sketchy » Theodore (42 épisodes)
  - Hemlock Grove (2015) : Aitor Quantic (8 épisodes)

- Balthazar Getty dans :
  - Pasadena (2001-2002) : Nate Greeley (13 épisodes)
  - Charmed (2003-2004) : Richard Montana (6 épisodes)

- Jack J. Yang (en) dans :
  - New York, unité spéciale (2004) : Ricky Yao (saison 6, épisode 2)
  - XIII, la série (2012) : Winslow Wong (saison 2)

- John Pyper-Ferguson dans :
  - Dernier Recours (2006) : Michael Solletti (épisode 10)
  - Esprits criminels (2010) : Wilson Summers (saison 5, épisode 13)

- Eric Winter dans : 
  - Brothers and Sisters (2007-2008) : Jason McCallister (5 épisodes)
  - Good Doctor (2017-2018) : Dr Matt Coyle (saison 1, épisodes 10 et 11)

- Alexander Skarsgård dans : 
  - Generation Kill (2008) : le sergent Brad « Iceman » Colbert (mini-série)
  - The Stand (2020-2021) : Randall Flagg / Le Fils de L'Ombre (mini-série)

- Paul Fitzgerald dans :
  - Mentalist (2009) : Elliot Batson (saison 2, épisode 2)
  - New York, unité spéciale (2013 / 2017) : Charles Murphy / Jason Karr (saison 14, épisode 12 et saison 19, épisode 3)

- Jakob Cedergren dans :
  - Meurtres à Sandhamn (2010-2018) : Thomas Andreasson (19 épisodes)
  - Traque en série (2011) : Thomas Schaeffer (10 épisodes)

- Rod Hallett (en) dans :
  - Terra Nova (2011) : Dr Malcolm Wallace (11 épisodes)
  - Crisis (2014) : Jonas Clarenbach (9 épisodes)

- Anil Kumar (en) dans :
  - The Cape (2011) : Ruvi (8 épisodes)
  - Scorpion (2017-2018) : Carson (4 épisodes)

- Mark Pellegrino dans : 
  - Being Human (2011-2014) : James Bishop (15 épisodes)
  - Revolution (2012-2013) : le capitaine Jeremy Baker (4 épisodes)

- Lex Medlin (en) dans :
  - Drop Dead Diva (2011-2014) : Owen French (43 épisodes)
  - Esprits criminels (2015) : Allen Archer (saison 10, épisode 14)

- Jonny Lee Miller dans :
  - Elementary (2012-2019) : Sherlock Holmes (154 épisodes)
  - The Crown (2022) : John Major

- Stephen Moyer dans :
  - Shots Fired (2017) : le lieutenant Breeland (mini-série)
  - The Gifted (2017-2019) : Reed Strucker (29 épisodes)

- Rob Huebel (en) dans :
  - Angie Tribeca (2017) : Sperbe Pennington (saison 3, épisode 5)
  - I Know This Much Is True (2020) : Leo (mini-série)

- Fred Armisen dans :
  - The Last Man on Earth (2017-2018) : Karl Cowperthwaite (4 épisodes)
  - Our Flag Means Death (2022) : Geraldo (saison 1)

- Alan Ruck dans :
  - Succession (2018-2023) : Connor Roy (39 épisodes)
  - The Dropout (2022) : Dr Jay Rosan (mini-série)

- John Ortiz dans :
  - Messiah (2020) : Felix Iguero
  - Bad Monkey (depuis 2024) : Rogelio Burton

- David Schwimmer dans :
  - Intelligence (2020-2023) : Jerry Bernstein (13 épisodes)
  - Chair de poule (2025) : Anthony Brewer (saison 2)

- Reed Diamond dans :
  - Harry Bosch (2021) : Vincent Franzen
  - Bosch: Legacy (2022) : Vincent Franzen (saison 1, épisode 2)

- 1995-1996 : Les Sœurs Reed : Brian Cordovas (Joe Flanigan)
- 1996-1999 : Poltergeist : Les Aventuriers du surnaturel : le père Philip Callaghan (Patrick Fitzgerald)
- 1996-2000: Pacific Blue : T. C. Calloway (Jim Davidson)
- 1997-2001 : Alerte à Malibu : Jack « J. D. » Darius (Michael Bergin) (88 épisodes)
- 1997-2012 : Un cas pour deux : Me Johannes Voss (Mathias Herrmann), Nico (Pierre René Müller) (saison 21, épisode 2), Ralf Dürer (Björn Casapietra) (saison 22, épisode 4), Herr Düslemel (Fatih Alas) (saison 23, épisode 6) et Hanno Kleinert (Tom Mikulla) (saison 31, épisode 14)
- 1999 : Sex and the City : Jack (Bradley Cooper) (saison 2, épisode 4)
- 1999 : V.I.P. : Felix [Qui ?] (saison 2, épisode 2)
- 1999 : Friends : l'auto-stoppeur (Jayson Warner Smith) (saison 6, épisode 1)
- 1999-2004 : Stargate SG-1 : Aldwin (William de Vry) (saison 3, épisodes 12 et 13), Monk (Terry Chen) (saison 3, épisode 20), un chirurgien [Qui ?] (saison 5, épisode 11), un policier (saison 6, épisode 10), Eamon (Patrick Currie) (saison 7, épisode 8), M'zel (Mark Gibbon) (saison 7, épisode 16 et saison 8, épisode 10), Pénégal (Michael Shanks) (voix - saison 8, épisode 2)
- 2000 : Rex, chien flic : Harald Seiz (Marc Richter) (saison 6, épisode 5)
- 2000-2002 : Nikki : Jupiter (Toby Huss)
- 2000-2002 : Spin City : Charlie Crawford (Charlie Sheen)
- 2000-2010 : Giovanna, commissaire : le commissaire Luca Benvenuto (Simone Corrente)
- 2000-2015 : Le Renard : Tom Eschwege (Joachim Kretzer) (saison 24, épisode 5), Jörg Bergmann (Michael Fitz) (saison 38, épisode 6) et Sepp Kögl (Florian Karlheim) (saison 39, épisode 9)
- 2002 : First Monday : Jerry Klein (Christopher Wiehl)
- 2002-2003 : Pour le meilleur et le pire : Doug Barber (Justin Louis)
- 2002-2004 : Jeremiah : Lee Chen (Byron Lawson)
- 2002-2005 : Un, dos, tres : Juan Taberner (Alfonso Lara)
- 2002-2006 : Monk : Gavin Lloyd (Ben Bass), Pierre Lacoste (Maurice Godin) (saison 4, épisode 5) et Patel (David Ackert) (saison 4, épisode 16)
- 2003 : New York, unité spéciale : Marvin Bryson (Jim Titus) et Preston Bennett (Fred Weller) (saison 4, épisode 16)
- 2003-2004 : 24 Heures chrono : Chase Edmunds (James Badge Dale) (24 épisodes)
- 2004 : Karen Sisco : Arvin Worley (Christian Camargo) (saison 1, épisode 10)
- 2004 : Deadwood : Henry Weston Smith (Ray McKinnon)
- 2004 / 2012 : Inspecteur Barnaby : Henry Charlton (Owain Yeoman) (saison 8, épisode 2), Ralph Ford (James Dreyfus) (saison 14, épisode 8) et Pr Adrian Sharp (Barnaby Kay) (saison 15, épisode 3)
- 2005 : Lost : Les Disparus : Tom Brennan (Mackenzie Astin) (saison 1, épisode 22)
- 2005-2007 : Preuve à l'appui : ADA Jeffrey Brandau (Ethan Sandler)
- 2006 : Le Destin de Lisa : Renaud Kowlaski (Manuel Cortez)
- 2009-2010 : Parents par accident : Davis (Nicolas Wright)
- 2009-2011 : Hawthorne : Infirmière en chef : Ray Stein (David Julian Hirsh)
- 2009-2011 : Gossip Girl : Damian Daalgard (Kevin Zegers)
- 2009-2015 : The League : Pete Eckhart (Mark Duplass) (84 épisodes)
- 2010 : Physique ou Chimie : Jorge (Sergio Mur) (21 épisodes)
- 2011 : Nick Cutter et les Portes du temps : Lord Henry Merchant (Stephen Hogan) (saison 5, épisode 3)
- 2011-2014 : Rizzoli and Isles : le lieutenant-colonel Charles « Casey » Jones (Chris Vance) (10 épisodes)
- 2011-2014 : Falling Skies : Dr Michael Harris (Steven Weber) et Dr Roger Kadar (Robert Sean Leonard)
- 2011-2017 : Episodes : Sean Lincoln (Stephen Mangan) (41 épisodes)
- 2012 : Labyrinthe : Guilhem du Mas (Emun Elliott) (mini-série)
- 2012-2014 : True Blood : Steve Newlin (Michael McMillian) (saisons 5 à 7)
- 2015 : The Big Bang Theory : Dave Gibbs (Stephen Merchant) (3 épisodes)
- 2015 : Battle Creek : Phil Dunaway (Eddie McClintock) (saison 1, épisode 12)
- 2015-2016 : The Royals : Ted Pryce (Oliver Milburn)
- 2015-2019 : Madam Secretary : Michael « Mike B » Barrow (Kevin Rahm) (29 épisodes)
- 2016 : Shoot the Messenger : Dan Keele (Matt Baram)
- 2016 : Divorce : George Valdito (Jim Bracchitta)
- 2016-2018 : Falling Water : Bill Boerg (Zak Orth)
- 2017 : Ghost Wars : Paolo Jones (Andrew Moxham)
- 2017 : Mindhunter : le professeur Leo Buchanan (Thomas Philip O'Neill) (saison 1, épisode 1)
- 2017 : Fearless : Luke (Sam Crane)
- 2017-2018 : Sick Note : Michael (Karl Theobald) (11 épisodes)
- 2017-2021 : American Gods : M. Monde (Crispin Glover) (19 épisodes)
- 2018 : Everything Sucks! : Ken Messner (Patch Darragh)
- 2018 : The Deuce : Lance Minx (Bill Coyne) (saison 2, épisode 6)
- 2018 : DC Titans : Niles Caulder / le leader de la Doom Patrol (Bruno Bichir)
- 2018 : Reine du Sud : Pecas (Armando Riesco (en)) (6 épisodes)
- 2018 : Un cas pour deux : Daniel Krause (Christoph Letkowski) (saison 5, épisode 2)
- 2018-2019 / 2023 : Barry : le lieutenant John Loach (John Pirruccello) (13 épisodes) et un ministre (Matthew Floyd Miller) (saison 4, épisode 5)
- 2018-2020 : Les Nouvelles Aventures de Sabrina : le principal George Hawthorne (Bronson Pinchot) (8 épisodes)
- 2019 : Merry Happy Whatever : Matt (Brent Morin)
- 2019 : Il processo : Stefano Lanzoni (Alessandro Averone)
- 2019 : Dark Crystal : Le Temps de la résistance : SkekSil, le chambellan (Simon Pegg) (voix)
- 2019 : Knightfall : l'archevêque Raymond DeGoth (Stephen Fewell)
- 2019 : La Fabuleuse Madame Maisel : Oscar Lehman (Paul Adelstein) (saison 3, épisode 2)
- depuis 2019 : The Witcher : l’empereur Emhyr var Emreis / le « Hérisson d'Erlenwald » (Bart Edwards)
- 2019-2020 : Almost Family : Nick Cameron (Jeff Hephner)
- 2020 : Medical Police : Glenn (Ken Marino) (saison 1, épisode 4)
- 2020 : Away : Dr Fred Putney (Michael Patrick Thornton)
- 2020 : Mirage : Lukas Köhler (Hannes Jaenicke)
- 2020 : The Mandalorian : le docker de Mon Calamari (Frank Ippolito) (saison 2, épisode 3)
- 2020 : I May Destroy You : Dan de Happy Animals (Will Rogers) (mini-série)
- 2020 : Westworld : Liam Dempsey Jr (John Gallagher, Jr.) (saison 3)
- 2020 : Freud : le prince Rudolf (Stefan Konarske)
- 2020-2021 : Love 101 : Tuncay (Ali Il) (5 épisodes)
- 2021 : Les Irréguliers de Baker Street : Daimlers, le responsable de la sécurité (Jay McMahon)
- 2021 : Launchpad : The Little Prince(ss) : Wang (Brian Yang) (série de courts métrages)
- 2021 : La Cuisinière de Castamar : Enrique de Arcona (Hugo Silva) (12 épisodes)
- 2021 : La Réalité en face : Will (Eric Nenninger) (mini-série)
- 2021 : Hellbound : Jin Kyeong-hoon (Yang Ik-joon) (6 épisodes)
- 2021 : Katla : Leifur en 2021 (Björn Ingi Hilmarsson)
- 2021 : Le Tueur de l'ombre : Martin Fjellesen (Joen Højerslev)
- 2021-2022 : Destin : La Saga Winx : le professeur Ben Harvey (Alex Macqueen puis Daniel Betts) (9 épisodes)
- 2021-2023 : Sex/Life : Devon (Jonathan Sadowski) (11 épisodes)
- 2022 : Clark : Bo Holmström (Kristian Luuk) (mini-série)
- 2022 : Les Derniers Jours de Ptolemy Grey : Moishe Abromovitz Jr. (Maury Ginsberg) (mini-série)
- 2022 : First Kill : Sebastian Fairmont (Will Swenson) (8 épisodes)
- 2022 : God's Favorite Idiot : « Frisbee » (Steve Mallory)
- 2022 : Love & Anarchy : Filip (David Dencik) (saison 2, épisode 3)
- 2022 : Uncoupled : Josh (Peter Porte)
- 2022 : Mes parrains sont magiques : Encore + magiques : ? (?)
- 2022 : The Old Man : Harold Harper jeune (Christopher Redman)
- 2022 : The Tourist : Arlo Dobson (David Collins) (doublage France TV)
- 2022 : S.W.A.T. : Miguel (Benito Martinez) (saison 5, épisode 9)
- 2022 : Dirty Lines (nl) : ? (?)
- 2022 : Forecasting Love and Weather : Jong-soo [Qui ?]
- 2022 : The Fabulous (en) : ? (?)
- 2022 : Anatomie d'un divorce : David Cooper (John Patrick Hayden) (mini-série)
- 2022 : Colin from Accounts (en) : Gordon (Patrick Brammall)
- 2022 : Star Trek: Picard : l'agent Wells (Jay Karnes) (saison 2, épisodes 7 et 8)
- 2022 : 1923 : M. Worth (Potsch Boyd) (saison 1, épisode 2)
- 2022 : Yonder (en) : Kim Jae-hyun (Shin Ha-kyun) (mini-série)
- 2023 : Vikings: Valhalla : l'empereur Romanos (Nikolai Kinski) (saison 2)
- 2023 : Hudson et Rex : Billy Mumford (Aaron Poole) (saison 5, épisode 18)
- 2023 : Painkiller : Michael Friedman (John Murphy) (mini-série)
- 2023 : Minx : Simon Michael (Joshua Gomez) (saison 2, épisode 3)
- 2023 : Good Omens : Furfur (Reece Shearsmith) (saison 2)
- 2023 : Les Patients du docteur García (es) : Juan Negrín (Luis Bermejo (acteur) (es))
- 2023 : Loki : Ouroboros « OB » (Ke Huy Quan) (saison 2)
- 2023 : Thérapie, adapté du roman de Sebastian Fitzek (de) : Dr Martin Roth (Trystan Pütter (de))
- 2023 : Lessons in Chemistry : Dr Richard Price (Andy Daly)
- 2023 : Ghosts of Beirut (en) : Nabih Berri (Mohammed Larbi Sahraoui) (mini-série)
- 2023 : Chair de poule : Kanduu / Slappy (Chris Geere) (voix)
- 2023 : Un Meurtre au Bout du Monde : le père de Darby (Neal Huff) (mini-série)
- 2023 : The Changeling (en) : Wheels (Steve Zissis)
- 2023 : Death's Game : Kim Ji-yeong (Jeong Yeong-ju)
- 2023 : The Chef, la série : Liam (Joel MacCormack) (mini-série)
- 2023 : Gabriel et ses petits démons (es) : Rogelio Lemus (Moisés Arizmendi (es))
- 2024 : Double piège : Shane Tessier (Emmett J. Scanlan (en)) (mini-série)
- 2024 : Griselda : Amilcar (José Zúñiga) (mini-série)
- 2024 : Fallout : Reg McPhee (Rodrigo Luzzi)
- 2024 : Eux : le lieutenant Schiff (Wayne Knight) (saison 2)
- 2024 : Shardlake : Détective de l'ombre (en) : le juge Copynger (Tadhg Murphy) (mini-série)
- 2024 : The Madness : l'officier Wagner (Hamish Allan-Headley) (mini-série)
- 2025 : Toxic Town : David Willy (Steven Elder) (mini-série)
- 2025 : The Studio : Ron Howard (Ron Howard) (saison 1, épisode 3)
- 2025 : Nouvelle vie à Ransom Canyon : le shérif Dan Brigman (Philip Winchester)
- 2025 : The Pitt : Jereme Spencer (Mackenzie Astin (en))
- 2025 : The Assassin : Michael (Kevin Kiernan-Molloy)

#### Émission
- 2019 : The Chef Show Working : lui-même (Bill Burr)

#### Séries d'animation
- 1995 : X-Men : Longshot (2e voix)
- 1995-1997 : Aladdin : Aladdin
- 1996 : Urmel : Ping
- 1996 : Princesse Shéhérazade : Rajiv (épisode 6)
- 1996 : Princesse Starla et les Joyaux magiques : Max
- 1996-1997 : Sacrés Dragons : Écuyer Feufollet (1re voix, saison 1)
- 1996-1998 : Reboot : Enzo Matrix adulte
- 1997 : Sky Dancers : Slam
- 1998 : SOS Croco : Laffy (2e voix, à partir de l'épisode 7)
- 1998 : L'Incroyable Hulk : le Cerveau, le major Glenn Talbot, Leonard Samson, Zzzax (épisode 3), H.O.M.E.R (épisode 4) et Donald Blake (épisode 9) (1er doublage[16])
- 1999 : Hercule : Aladdin (épisode 44)
- 1999 : Bêtes à craquer : Léo le lion
- 1999 : Triple Z : M. Vertigo
- 2000 : Chris Colorado : Dr Storm
- 2000 : Les Nouvelles Aventures de Spider-Man : Bouffon vert
- 2000 : Équipières de choc : le producteur de films (épisode 12), Toki (épisode 33) et le voyou (épisodes 34 et 35)
- 2000[n 3] : Ippo le challenger : Fuji
- 2000-2001 : Les Griffin : Joe Swanson (saison 1)
- 2000-2002 : Tweenies : Jake
- 2001-2003 : Tous en boîte : Aladdin
- 2003 : Chocotte minute : La Gauffre
- 2005-2006 : Kangoo Juniors : Archie et Quentin (2e voix)
- 2006-2007 : Death Note : L
- 2007-2008 : Sammy et Scooby en folie : Robby
- 2008 : Les Loonatics : Tech E. Coyote
- 2009[n 4]-2023 : Archer : Cyril Figgis[n 5]
- 2010 : Super Hero Squad : Jack Russell
- 2011-2014 : Looney Tunes Show : Mac, Pete le puma, Cecil la tortue et Wile E. Coyote
- 2013-2015 : Turbo FAST : Potavous
- 2013-2016 : Pierre Lapin : Monsieur Tod
- 2013-2020 : Les As de la jungle : Igor et Capitaine Cahouète
- 2015-2020 : Bugs ! Une production Looney Tunes : Vil Coyote, Pete le puma, Cecil la tortue et voix additionnelles
- 2018-2019 : Hero Mask (en) : Lennox Gallagher
- 2018-2022 : Anatole Latuile : voix additionnelles
- 2019[n 6] : Demon Slayer: Kimetsu no Yaiba : le grand-frère araignée
- 2020-2023 : Looney Tunes Cartoons : Vil Coyote, Pete le Puma, Cecil la tortue et voix additionnelles
- 2021 : Transformers : La trilogie de la Guerre pour Cybertron : Rattrap
- 2021 : M.O.D.O.K. : voix additionnelles
- 2021 : Monstres et Cie : Au travail : Gary
- 2021: Bienvenue chez Doug (en) : Doug (mini-série)
- 2022 : Big Tree City : Rayures
- depuis 2022 : Bugs Bunny Constructeurs : Vil Coyote et Cecil la tortue
- 2023 : Agent Elvis : Paul McCartney
- 2023 : Captain Fall (en) : Joel
- 2023 : Kitti Katz : M. O'Keefe
- 2023 : What If...? : Justin Hammer[n 7] (saison 2, épisode 3)
- 2023 : Tobie Lolness : ? (création de voix)
- 2023-2024 : Véra : Lamont Rogers[n 8]

### Jeux vidéo
- 1998 : En Quête de Maths avec Aladdin : Aladdin
- 2000 : Aladdin : La Revanche de Nasira : Aladdin
- 2002 : Kingdom Hearts : Aladdin
- 2003 : Freelancer : Edison Trent
- 2005 : Jade Empire : Zu l'Avisé ; l’élève Si Feng ; Maître Faucon Souriant ; Songtao l’érudit ; Cohong l’assistant ; voix complémentaires
- 2006 : The Legend of Spyro: A New Beginning : Sparx
- 2006 : 24 Heures chrono, le jeu : Chase Edmunds
- 2007 : The Legend of Spyro: The Eternal Night : Sparx
- 2007 : Mass Effect : Kirrahe / voix additionnelles
- 2007 : Bioshock : voix additionnelles
- 2007 : Skate 2 : Giovanni Reda
- 2007 : Ratatouille : Rémy
- 2008 : La Légende de Spyro : Naissance d'un dragon : Sparx
- 2009 : Dragon Age: Origins : Uldred
- 2009 : Risen : Kalib
- 2009 : Uncharted 2: Among Thieves : Harry Flynn
- 2009 : League Of Legends : Malphite
- 2010 : Heavy Rain : le psychologue d'Ethan
- 2010 : Mafia II : voix additionnelles
- 2011 : Portal 2 : Wheatley
- 2011 : Uncharted 3 : L'Illusion de Drake : Harry Flynn (multijoueur uniquement)
- 2011 : Star Wars: The Old Republic : le guerrier Sith
- 2011 : Rage : voix additionnelles
- 2011 : Les Aventures de Tintin : Le Secret de la Licorne : Dupond
- 2011 : Kinect: Disneyland Adventures : Basile
- 2011 : Transformers 3 : La Face cachée de la Lune : Mirage
- 2012 : Lego Le Seigneur des anneaux : Éomer
- 2012 : Borderlands 2 : Axton / voix additionnelles
- 2012 : Doctor Who: The Eternity Clock : le 11e Docteur
- 2012 : Kinect Héros : Une aventure Disney-Pixar : Rémy, Doug
- 2013 : Ryse: Son of Rome : voix additionnelles
- 2013 : Killzone: Shadow Fall : voix additionnelles
- 2014 : The Elder Scrolls Online : voix additionnelles
- 2014 : Lego Le Hobbit : voix additionnelles
- 2015 : The Order: 1886 : voix additionnelles
- 2015 : Battlefield Hardline : voix additionnelles
- 2015 : Bloodborne : Oedon Chapel Dweller  / voix additionnelles
- 2015 : Fallout 4 : voix additionnelles
- 2016 : Uncharted 4: A Thief's End : Harry Flynn (multijoueur uniquement)
- 2016 : Overwatch : les robots d'entraînement
- 2017 : For Honor : voix additionnelles
- 2017 : La Terre du Milieu : L'Ombre de la guerre : voix additionnelles
- 2018 : Assassin's Creed Odyssey : voix additionnelles (brigands, hommes du cyclope, ...)
- 2018 : Lego DC Super-Villains : voix additionnelles
- 2019 : Tom Clancy's The Division 2 : Aaron Keener
- 2019 : Days Gone : voix additionnelles
- 2020 : Mafia: Definitive Edition : voix additionnelles
- 2020 : Legends of Runeterra : Malphite
- 2020 : Watch Dogs: Legion : Colin et voix additionnelles
- 2020 : Sackboy: A Big Adventure : Vex
- 2020 : Cyberpunk 2077 : Anders Hellman, Toshiro, le shérif Andrew Jones, Kunio et voix additionnelles
- 2021 : Deathloop : Johnny
- 2022 : Disney Dreamlight Valley : Rémy
- 2022 : Overwatch 2 : les robots d'entraînement et TS-1 le robot pousseur
- 2023 : Hogwarts Legacy : L'Héritage de Poudlard : voix additionnelles
- 2023 : Cyberpunk 2077 : Phantom Liberty : ?
- 2024 : Indiana Jones et le Cercle ancien : Antonio